# The Moan
The Moan è un singolo del duo blues-rock The Black Keys pubblicato nel 2002 su vinile, con Have Love, Will Travel sul lato B. Due anni dopo il titolo apparve in un EP su CD. Quello del 2004 è il loro ultimo lavoro commercializzato dalla casa discografica Alive Records poiché l'anno precedente il gruppo era passato alla Fat Possum Records per pubblicare Thickfreakness.
La traccia Have Love, Will Travel, una reinterpretazione del brano omonimo dei Sonics che a loro volta hanno tratto il pezzo dalla versione di Richard Berry, era originariamente presente nell'album Thickfreakness. La versione di Heavy Soul è diversa da quella già pubblicata dal gruppo in The Big Come Up, e No Fun è una cover degli Stooges.
Singolo:
- The Moan
- Have Love, Will Travel

EP:
- The Moan
- Heavy Soul
- No Fun
- Have Love, Will Travel

## Formazione
- Dan Auerbach - chitarra, voce
- Patrick Carney - batteria